# 中国驻伊拉克大使馆
中华人民共和国驻伊拉克共和国大使馆（阿拉伯语：سفارة جمهورية الصين الشعبية لدى جمهورية العراق），简称中国驻伊拉克大使馆，是中华人民共和国驻伊拉克的外交代表机构。

## 机构设置
根据有关规定，中国驻伊拉克大使馆设置下列机构：

### 内设机构
- 政治处
- 领事部
- 经商处
- 武官处
- 办公室

### 总领事馆
- 中国驻埃尔比勒总领事馆
- 中国驻巴士拉总领事馆